# 1533
Відродження •  Реформація •  Доба великих географічних відкриттів •  Ганза

## Геополітична ситуація
Османську державу очолює Сулейман I Пишний (до 1566). Імператором Священної Римської імперії є Карл V Габсбург (до 1555). У Франції королює Франциск I (до 1547).
Середню частину Апеннінського півострова займає Папська область. Неаполітанське королівство на півдні захопила Іспанія. Венеційська республіка залишається незалежною, Флорентійське герцогство, Генуя та герцогство Міланське входять до складу Священної Римської імперії.
Іспанським королівством править Карл I (до 1555). В Португалії королює Жуан III Благочестивий (до 1557).
Генріх VIII є королем Англії (до 1547). Трон Данії та Норвегії вакантний після смерті Фредеріка I. Королем Швеції — Густав I Ваза (до 1560). Королем частини Угорщини та Богемії є римський король Фердинанд I Габсбург (до 1564). На більшій частині Угорщини править Янош Запольяї як васал турецького султана. У Польщі королює Сигізмунд I Старий (до 1548), він же залишається князем Великого князівства Литовського.
Галичина входить до складу Польщі. Волинь належить Великому князівству Литовському. Московське князівство очолює Іван IV (до 1575).
На заході євразійських степів існують Казанське ханство, Кримське ханство, Астраханське ханство, Ногайська орда. Єгипет захопили османи. Шахом Ірану є Тахмасп I з династії Сефевідів.
У Китаї править династія Мін. Значними державами Індостану є Імперія Великих Моголів, Біджапурський султанат, Віджаянагара. В Японії триває період Муроматі.
Іспанці захопили Мексику, імперію Інків.

## Події
.

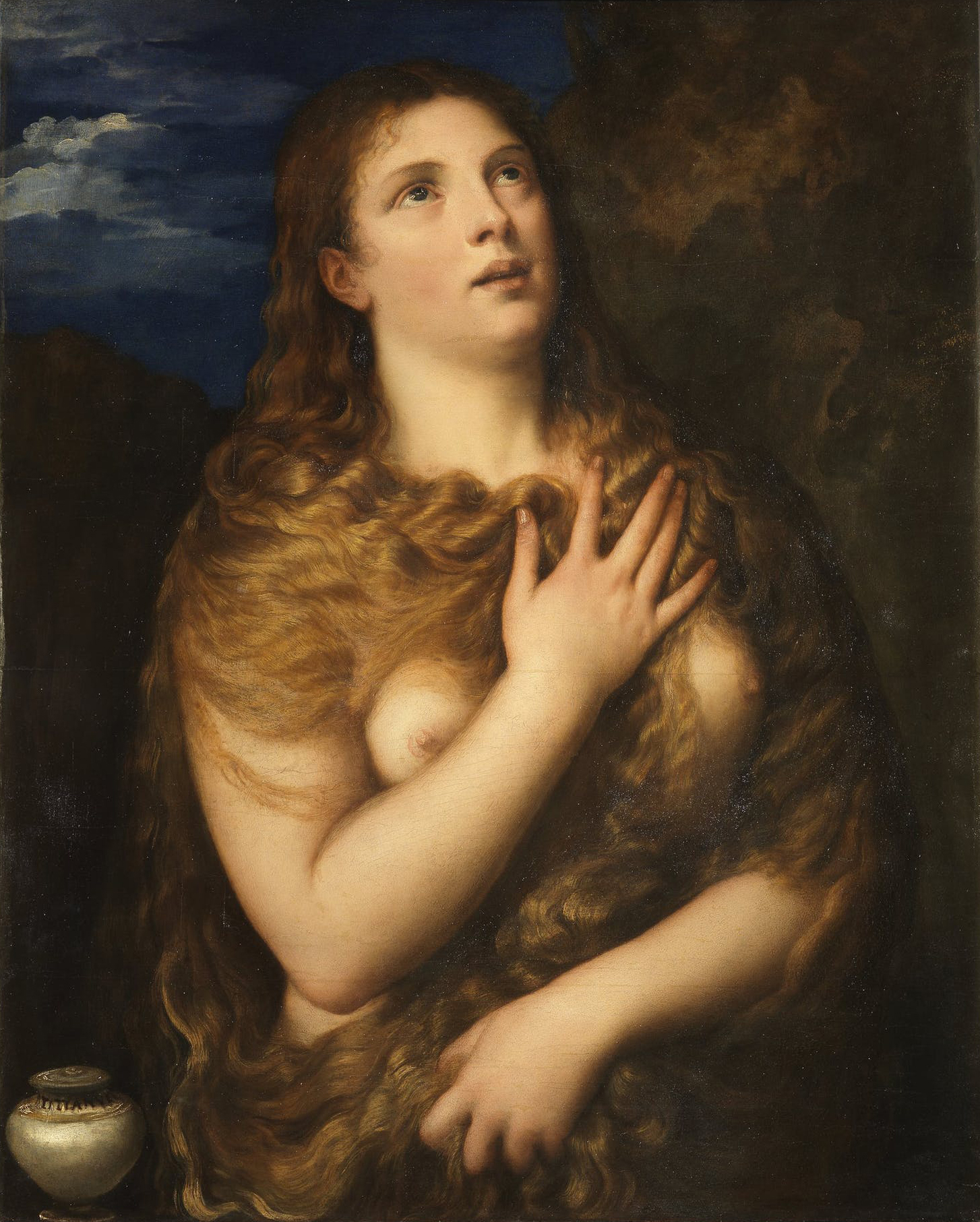
Марія Магдалена, Тиціана, картина 1533 року

- Трирічний Іван IV став великим князем Московії.
- Як наслідок укладеного в Константинополі мирного договору між Сулейманом Пишним та римським королем Фердинандом I Габсбургом королем більшої частини Угорщини став Янош Запольяї під сюзеренітетом турецького султана.
- Друге одруження Генріха VIII:
  - 25 січня король Англії Генріх VIII, бувши одруженим з Катериною Арагонською, взяв таємний шлюб з вагітною від нього Анною Болейн.
  - 23 травня архієпископ Кентерберійський Томас Кранмер оголосив шлюб Генріха VIII і Катерини Арагонської недійсним.
  - 1 червня короновано Анну Болейн, нову дружину англійського короля Генріха VIII.
  - 11 липня папа Римський Климент VII відлучив від церкви багатоженця англійського короля Англії Генріха VIII.
  - Акт про обмеження апеляцій проголосив англійського короля верховним сувереном і заборонив звертатися зі скаргами до папи.
- Ніколас Коп виголосив у Парижі промову з симпатією до євангелізму.
- Помер король Данії і Норвегії Фредерік I. Його сину Кристіан III, протестант, вступив у боротьбу за корону з колишнім королем Кристіаном II. Трон тим часом залишається вакантним.
- Хайр ад-Дін Барбаросса, отримавши в Стамбулі титул паші, захопив із турецьким флотом Алжир і зробив його частиною Османської імперії.
- Завоювання іспанціями Перу:
  - Конкістадор Франциско Пісарро стратив верховного інку Атауальпу.
  - Опір інків очолив Руміньяві.
  - Іспанці посадили на трон інків у Куско спочатку Тупака Уальпу, а потім Манко Юпанкі.

## Народились
Докладніше: Народилися 1533 року
- 28 лютого — Мішель де Монтень, французький богослов, філософ, есеїст-мораліст, громадський діяч.
- 24 квітня — Вільгельм I Оранський, перший з наслідних штатгальтерів (правителів) Нідерландів (з 1572); один з керівників Нідерландської революції.
- 7 вересня — Єлизавета I, королева Англії (1558-1603).
- 27 вересня — Стефан Баторій, польський король (з 1576).

## Померли
Докладніше: Померли 1533 року
- 29 серпня — Незважаючи на виплату величезного викупу золотом, у Куско іспанцями страчений Атауальпа, 13-й і останній імператор 300-річної цивілізації інків.
- 4 грудня — У Москві у віці 54-х років помер великий князь Володимирський і Московський Василь III